# Szent Mihály-templom (Palencia)
A Szent Mihály-templom az észak-spanyolországi Palencia egyik középkori műemléke.

## Története
Azon a helyen, ahol ma az épület áll, már a 11. században, I. Ferdinánd leóni király idején felépítettek egy templomot: a hagyomány úgy tartja, ebben a régi templomban kötött házasságot a híres El Cid és Jimena nevű hitvese. A ma is álló építmény kivitelezése a 12. század elején kezdődött, és már bőven a 13. század belsejében fejeződött be.
Az 1755-ös lisszaboni földrengés ebben a templomban is károkat okozott, főként a melléktorony károsodott nagyon.
1931-ben az épületet történeti-művészeti műemlékké nyilvánították, 1992 decemberében pedig felvették a kulturális javak jegyzékébe.

## Leírás
A késő romanikus-korai gótikus templom Palencia tartomány székhelyén, Palencia városában található, a történelmi belváros délnyugati részén, közel a Carrión folyó partjához.
Leglátványosabb része, a környező épületek közül kimagasló, mintegy 70 méteres torony délnyugat felé néz. Ez a torony egy kissé erődjellegű, és valóban a középkorban lehetett is neki védelmi szerepe. Viszont a szintén erődökre emlékeztető cikkcakkos mellvéd valószínű, hogy valójában más okból van ott: azért keletkezett, mert elkezdtek egy újabb szintet építeni a torony tetejére, és nyílásokat kezdtek kialakítani rajta a harangok számára, de a szintet soha nem fejezték be. A torony legalsó szintjén, két támpillér között nyílik a bélletes főkapu, amelyet hat, enyhén csúcsos, egymásba ágyazott ív keretez. Ezeket az íveket számos kis emberszobrocska díszíti, amelyek azonban rossz állapotban maradtak fenn, főként fejeik hiányoznak. Az ívek alatti oszlopok nem maradtak fenn. A kapu fölött, szintén a támpillérek között tipikusan gótikus csúcsíves ikerablak nyílik, a harmadik szinten két szélesebb, egyszerűbb, de szintén csúcsíves ablak helyezkedik el, míg a legnagyobb és legdíszesebb, hármas osztású ablak a legfelső szinten található. A négyzet keresztmetszetű torony északnyugati oldalához egy ugyanolyan magasságú, de keskenyebb, tizenkétszög alapú melléktorony csatlakozik.
A templom három hajója közül a középső magasabb a másik kettőnél. Hátul sokszög alaprajzú, támpillérekkel megerősített falú szentélyben végződik. A hajókat belül igen vastag oszlopokon nyugvó csúcsíves árkádok választják el egymástól. A hajók mennyezete bordás keresztboltozatos, a belsőt a mellékhajók csúcsíves ablakai és egy körablak világítja meg.
A 20. században néhány falfestmény maradványait tárták fel a templomban. Ezeken kívül értékes műalkotás még a keresztelőkút és egy 14. századi feszület a megfeszített Krisztussal.

## Képek

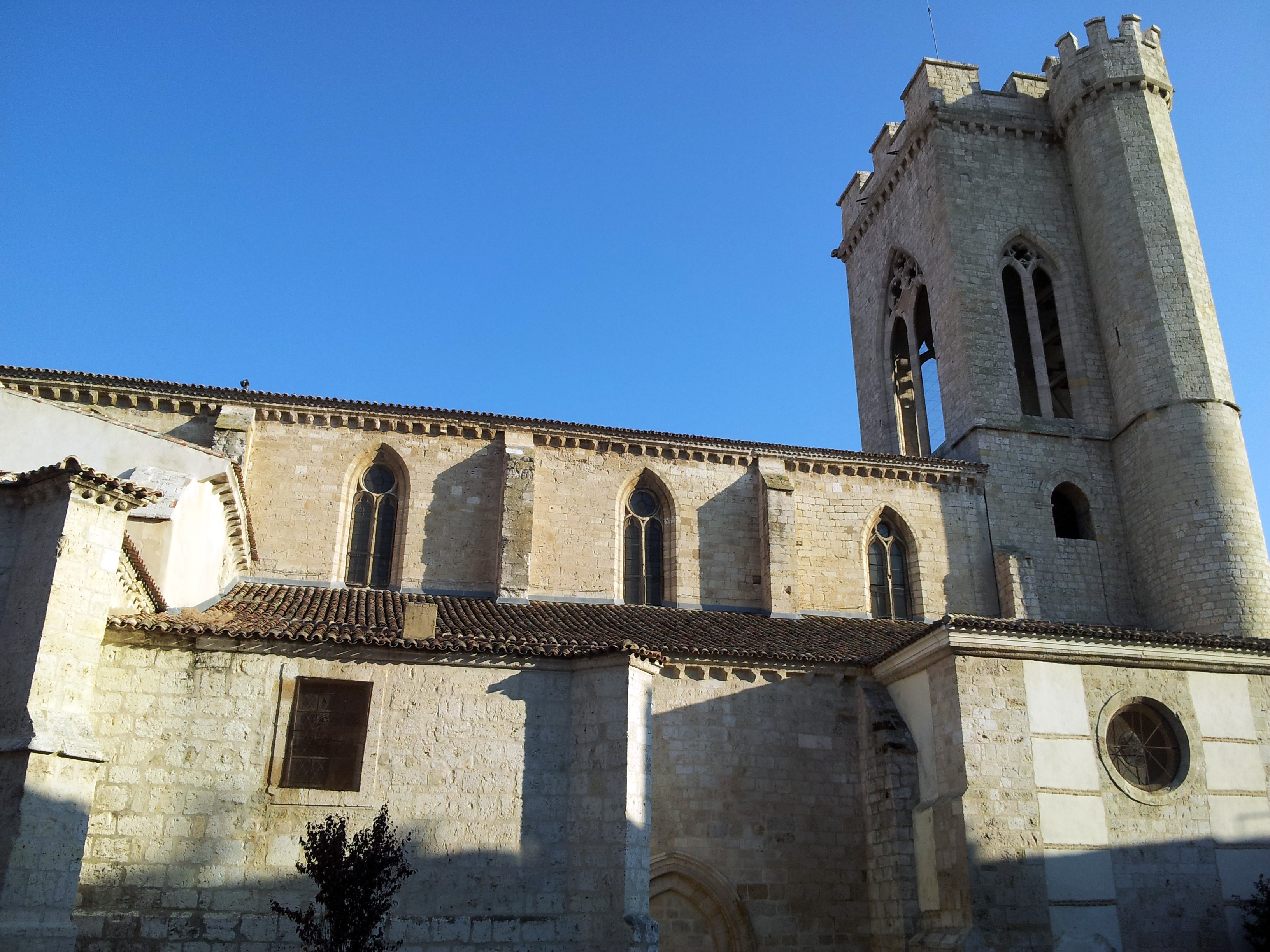
Oldalról nézve
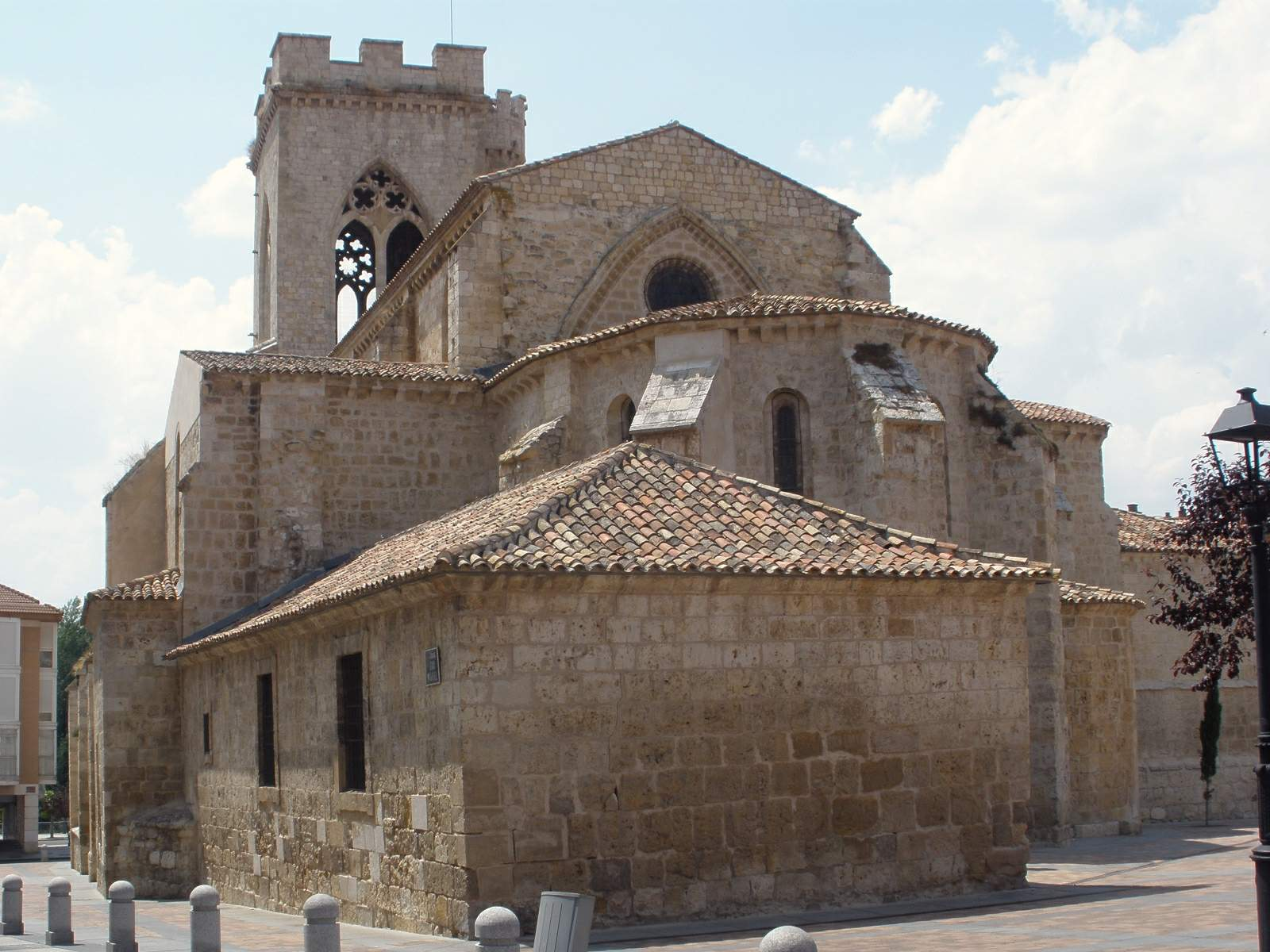
Hátulról nézve
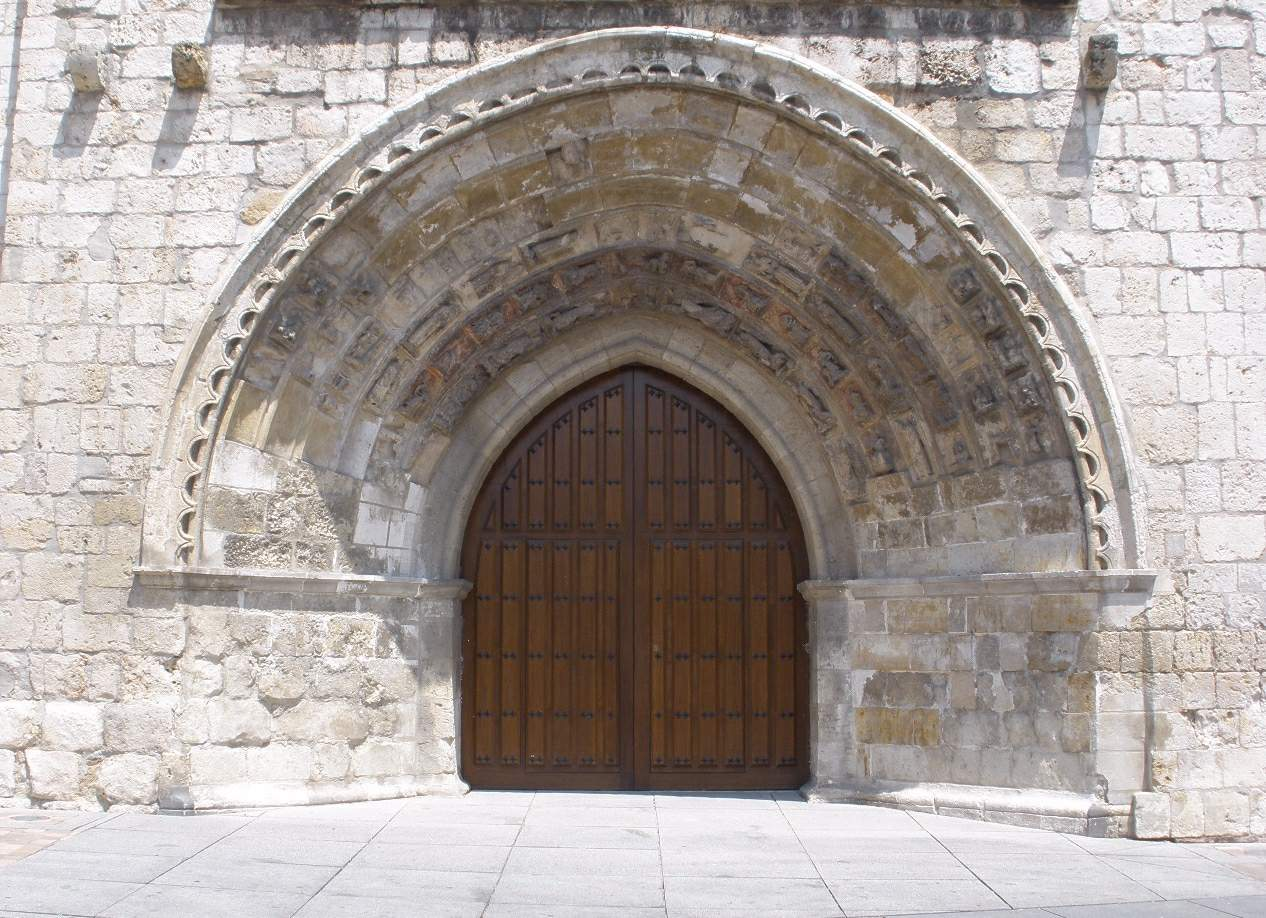
A bélletes kapu
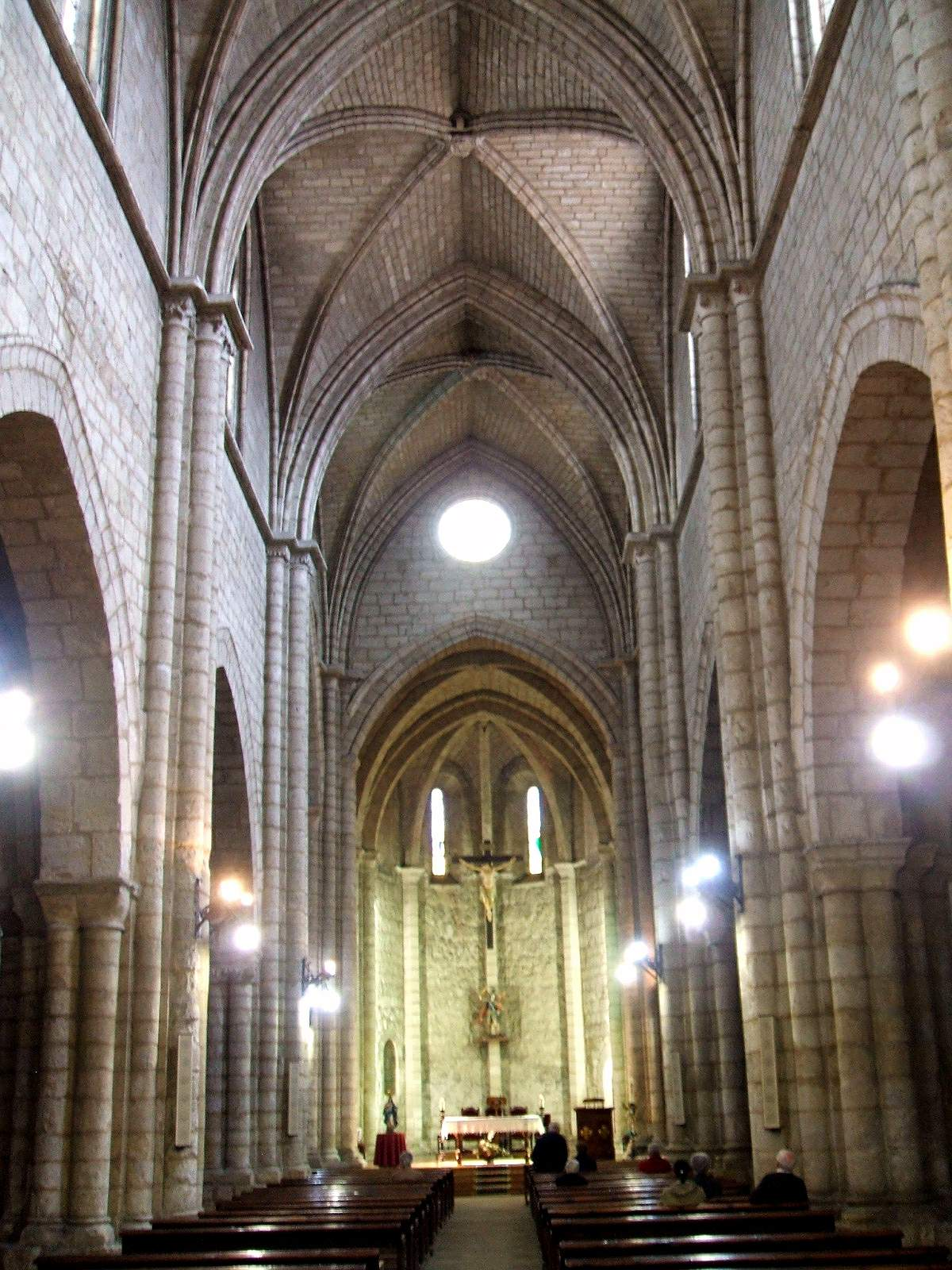
A belső tér